# Beside the Bonnie Brier Bush (film)
Beside the Bonnie Brier Bush – brytyjski niemy dramat z 1921 w reżyserii Donalda Crispa. Scenariusz autorstwa Margaret Turnbull został oparty na dwóch sztukach Jamesa MacArthura oraz Augustusa Thorne, będących adaptacjami książki o tej samej nazwie wielebnego Johna Watsona (piszącego pod pseudonimem Ian Maclaren) z 1894. W rolach głównych wystąpili Donald Crisp i Mary Glynne.
23 listopada 1921 zarejestrowano prawa autorskie dla Famous Players-Lasky pod numerem LP16975. Projektantem planszy tekstowej był Alfred Hitchcock, późniejszy reżyser. Wszelkie kopie filmu nie zachowały się do czasów dzisiejszych.

## Fabuła
Lord Malcolm Hay (Alec Fraser), syn oraz spadkobierca hrabiego Kinspindle (Jerrold Robertshaw), jest zmuszony poślubić Kate Carnegie (Dorothy Fane), najpiękniejszą i najbogatszą dziewczynę w wiosce Drumtochty, mimo że wielebny John Carmichael (Langhorne Burton) skrycie podkochuje się w niej. Z kolei Hay darzy uczuciem Florę Campbell (Mary Glynne), córkę surowego pasterza Lachlana Campbella (Donald Crisp). Hay, zgodnie ze szkockim rytuałem, ogłasza Campbell swoją żoną, a zaręczyny obserwuje listonosz Posty (Jack East). Na uroczystości zjawia się ojciec dziewczyny i nakazuje mężczyźnie odejść. Hay wyjeżdża do Londynu. Wkrótce Flora dowiaduje się o jego zaręczynach z Kate Carnegie. Campbell wyrzuca córkę z domu za próbę napisania do niego. Dziewczyna podejmuje się pracy w sklepie, po czym zaczyna ciężko chorować. Gdy Hay wraca, Carnegie odmawia ślubu z nim, deklarując swoją miłość do Carmichaela. Historię kończy wyznanie Posty’ego, który ogłasza, że był świadkiem zaręczyn Haya i Flory. Para zaczyna szczęśliwe życie razem.

## Obsada
Opracowano na podstawie materiału źródłowego:

- Donald Crisp – pasterz Lachlan Campbell, ojciec Flory
- Mary Glynne – Flora Campbell, córka Lachlana
- Alec Fraser – lord Malcolm Hay
- Dorothy Fane – Kate Carnegie
- Jack East – listonosz Posty
- Langhorne Burton – wielebny John Carmichael
- Jerrold Robertshaw – hrabia Kimspindle
- Adeline Hayden Coffin – Margaret Howe
- Humbertson Wright – doktor William MacClure

## Produkcja

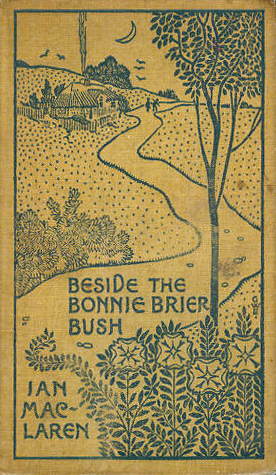
Pierwsze wydanie książki Beside the Bonnie Brier Bush z 1894, na podstawie której zekranizowano film

### Realizacja
Reżyserią Beside the Bonnie Brier Bush zajął się Donald Crisp. Scenariusz Margaret Turnbull oparto na dwóch sztukach Jamesa MacArthura oraz Augustusa Thorne, będących adaptacjami książki o tej samej nazwie, napisanej przez Johna Watsona (tworzącego pod pseudonimem Ian Maclaren) z 1894. Projekt planszy tekstowej wykonał Alfred Hitchcock, późniejszy reżyser.
Okres zdjęciowy trwał od czerwca do sierpnia 1921. Na początku czerwca nagrywano zdjęcia plenerowe w Szkocji – według relacji „Exhibitors Trade Review” we wsi Drumtochty i w jej okolicach, gdzie toczyła się akcja filmu. Reżyser Donald Crisp, chcąc sfilmować chaty kryte strzechą, musiał przejechać kilkaset mil, zanim je znalazł, ponieważ w lokalnej wsi większość budynków miała dachy z blachy falistej. Na początku sierpnia ekipa wróciła do Islington Studios w Londynie, by ukończyć ujęcia wewnętrzne. Beside the Bonnie Brier Bush został zarejestrowany na standardowej taśmie 35 mm w formacie 1.33:1.

## Odbiór

### Premiera kinowa i recenzje
Premiera Beside the Bonnie Brier Bush w Stanach Zjednoczonych, gdzie była dystrybuowana przez Paramount Pictures i wyświetlana jako The Bonnie Brier Bush, miała miejsce 27 listopada 1921 w nowojorskim Rivoli Theatre. Film wydano w pięciu rolkach o łącznej długości 4,500 stóp. 16 lutego 1923 odbyła się premiera we Francji, 23 kwietnia w Danii, a 10 lutego 1924 w Finlandii.
„The Bioscope” oceniał, że film „nie był bardziej przekonywający jako obraz życia w Wielkiej Brytanii niż gdyby został wyprodukowany w Ameryce”. Branżowy „Exhibitors Herald” uważał, że Beside the Bonnie Brier Bush był „jednym z najlepszych zagranicznych produktów Paramountu”. Brytyjski „The Times” przyznawał, że cała opowieść zawiera „całkiem przyjemny posmak”. Dziennik wyróżniał również scenografię i dobry dobór obsady. Z kolei Amerykański tygodnik „Variety”, w recenzji z 2 grudnia 1921, opisywał Beside the Bonnie Brier Bush jako „dobre tłumaczenie… wspaniałej opowieści”.